# Phaecasiophora euchlanis
Phaecasiophora euchlanis es una especie de polilla perteneciente al género Phaecasiophora, categorizada en la tribu Olethreutini, de la subfamilia Olethreutinae.

## Distribución
Se distribuye por Asia: en Vietnam, en la montaña Fansipan.

## Taxonomía
Fue descrita por Razowski en 2009. La especie se encuentra registrada y publicada en Polskie Pismo Entomol. 78: 23.